# Kagura
Kagura (神楽, かぐら, Hán Việt: Thần lạc) là tên một điệu múa liên quan đến việc thờ phụng trong thần đạo Nhật Bản.

## Lịch sử

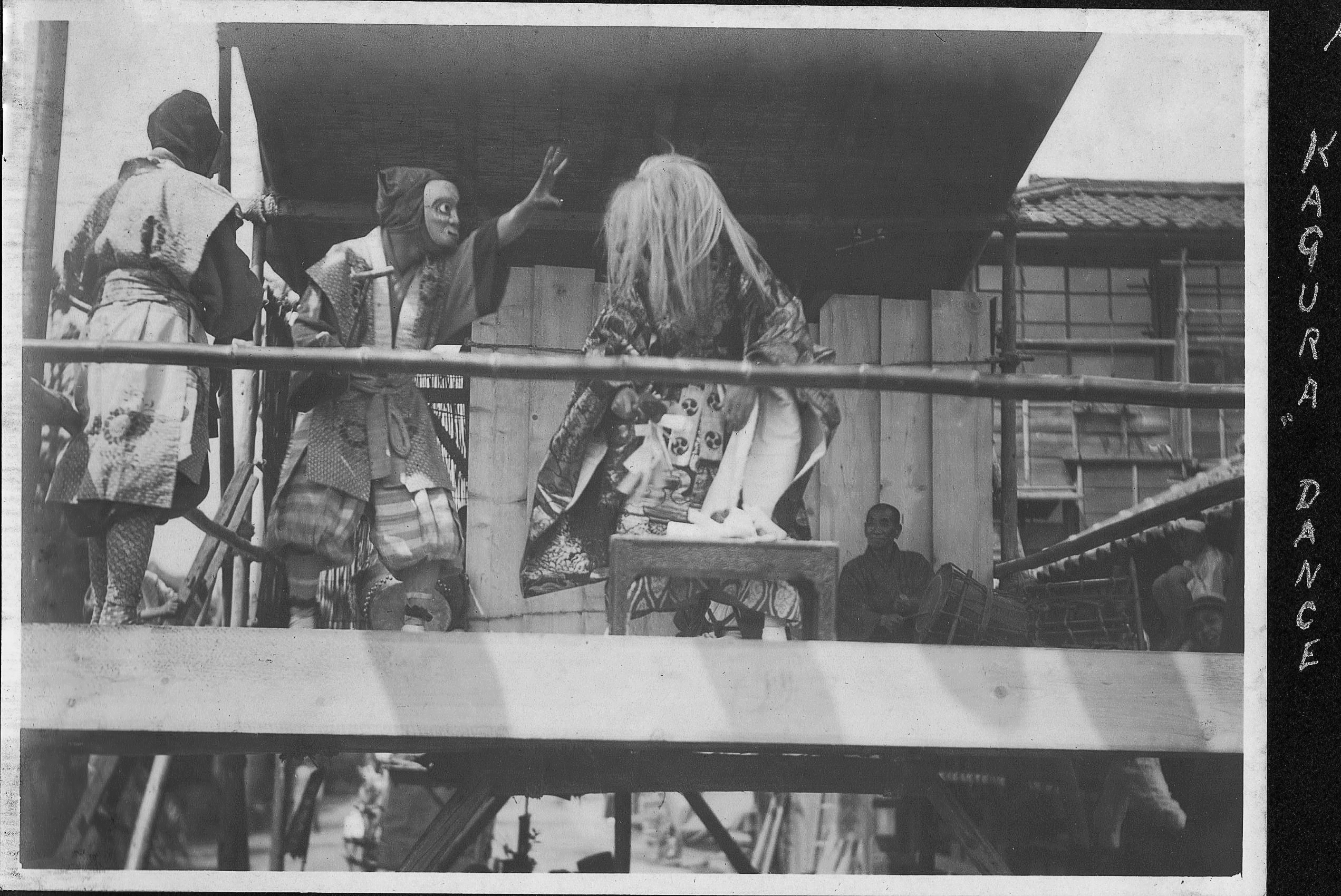
Vũ điệu Kagura năm 1914

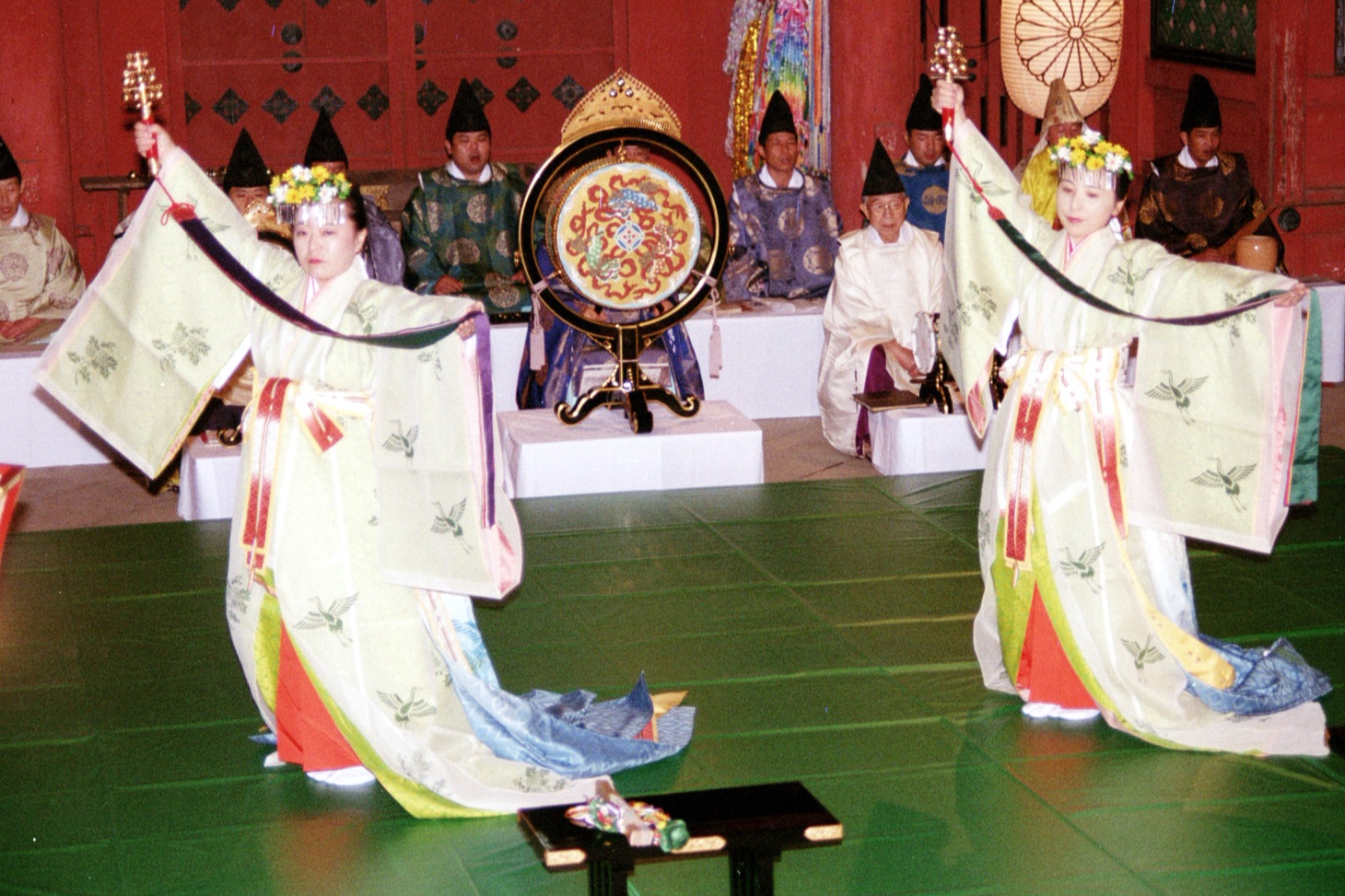
Miko Kagura

Sử thi Kojiki và Nihonshoki có kể sự tích của các điệu múa dân gian vốn là nguồn gốc của vũ điệu Kagura. Sách xưa thuật rằng khi Amaterasu nữ thần Mặt trời rút lui vào hang động thì thế giới chìm vào bóng tối lạnh lẽo. Ame-no-Uzume, nữ thần bình minh và vui chơi, liền khởi múa vũ khúc hồng hoang náo động, lôi kéo theo các vị thần khác múa theo. Amaterasu vì tò mò ló ra để xem trò múa náo nhiệt nên trời đất mới có ánh sáng trở lại. Nguồn gốc Kagura là từ vũ khúc huyền hoặc này.
Ban đầu những điệu múa này gọi là kamukura hoặc kamikura (神座, âm Hán Việt: thần tọa nghĩa là "thần ngồi"). Kagura là biến thể từ đó và trở thành điệu múa thiêng liêng dùng khi các nữ đạo sĩ (miko) múa để dâng thần linh. Họ được coi là hậu duệ của thần Ame-no-Uzume. Thời gian trôi qua, những điệu múa mikagura này (御神楽, ngự thần lạc) được dùng riêng ở các đền đài của nhà vua, du nhập những động tác của vũ điệu cung đình. Khi những vũ khúc này phổ biến ra dân gian thì chúng trở thành satokagura (里神楽, lý thần lạc) phát triển thành nhiều thể điệu khác nhau, trong số đó có miko Kagura (Kagura nữ đạo sĩ), shishi Kagura (Kagura sư tử), và điệu múa Kagura theo phong cách Ise và Izumo. Nhiều biến thể khác phát triển qua những thế kỷ kế tiếp, bao gồm cả một số điệu múa mới, phai dần màu sắc tôn giáo mà kết hợp thêm các yếu tố dân gian thế tục.
Kagura, đặc biệt là những hình thức múa có liên quan đến cách kể chuyện hay trình bày lại truyện ngụ ngôn, cũng là một trong những ảnh hưởng chính trên sân khấu kịch Noh.